# Israel Lewy

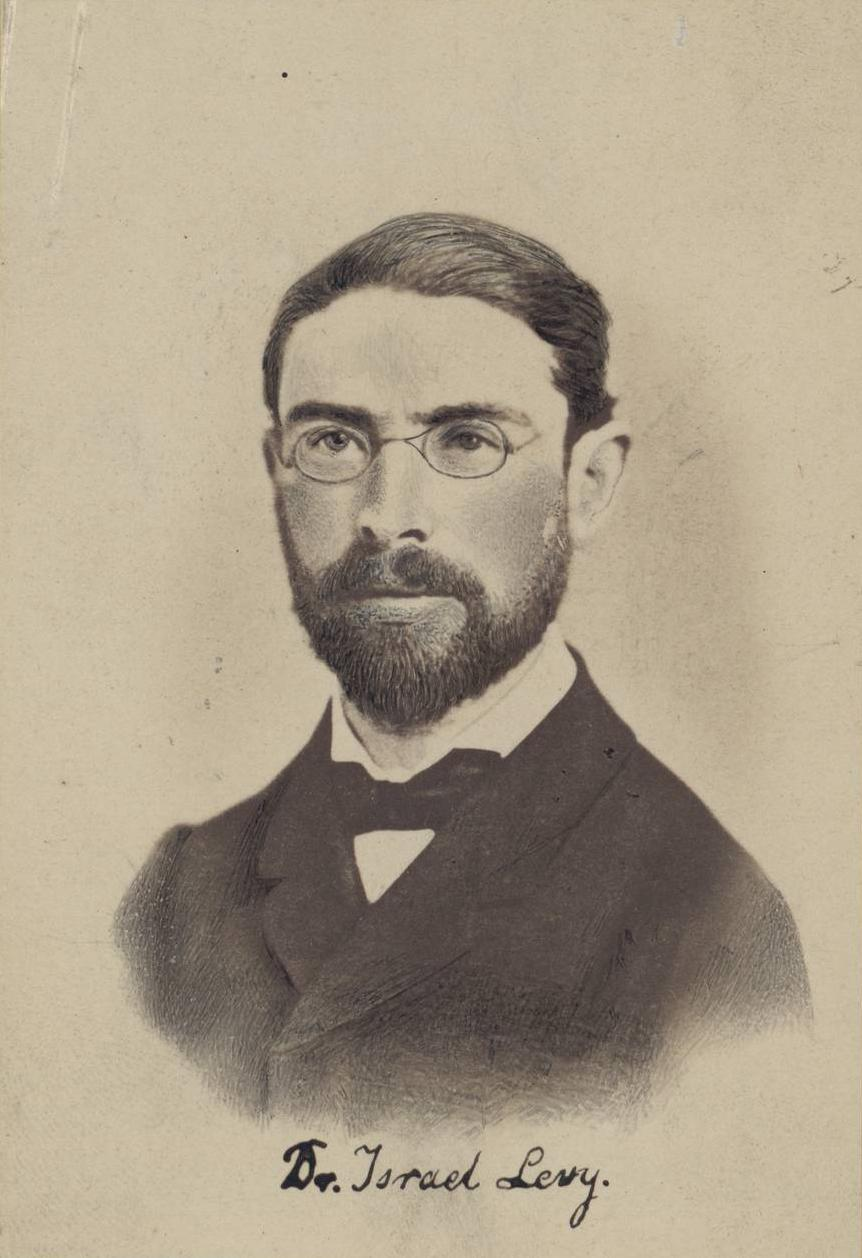
Israel Lewy

Israel Lewy (geboren 7. Januar 1841 in Inowrazlaw, Königreich Preußen; gestorben 8. September 1917 in Breslau) war ein deutsch-jüdischer Gelehrter.  

## Leben
Israel Lewy besuchte das Jüdisch-Theologische Seminar in Breslau und die Universität in Breslau. 1868 wurde er an der Universität Tübingen promoviert. 1874 wurde er zum Dozenten an die Lehranstalt für die Wissenschaft des Judentums in Berlin berufen, 1883 kehrte er nach dem Tode David Joëls an das Breslauer Seminar zurück. Lewy besaß eine umfangreiche Kenntnis der talmudischen und mischnaischen Literatur.
In seiner ersten Publikation Ueber einige Fragmente aus der Mischna des Abba Saul (Berlin, 1876) zeigte er, dass die mischnaischen Sammlungen der frühen Lehrenden sowie die des Abba Saul in der Periode vor der endgültigen Redaktion der Mischna bezüglich der wichtigsten Punkte der Halacha übereinstimmen.
Ein Wort über die Mechilta des R. Simon (Breslau, 1889) war ebenfalls ein autoritatives Werk über halachische Exegese. Unter seinen weiteren Publikationen befinden sich die Interpretation des ersten, zweiten und dritten Abschnitts des Palästinischen Talmud-Traktates Nesikin (ib. 1895–1902) und  Ein Vortrag über das Ritual des Pessach-Abends (1904).